# Läpisyöstö (ö, lat 62,02, long 28,66)
Läpisyöstö är en ö i Finland. Den ligger i sjön Haukivesi och i kommunen Nyslott i  landskapet Södra Savolax, i den sydöstra delen av landet, 280 km nordost om huvudstaden Helsingfors. Öns area är 5,1 hektar och dess största längd är 480 meter i nord-sydlig riktning.